# Rain (canção de Madonna)
"Rain" é uma canção da cantora estadunidense Madonna, contida em seu quinto álbum de estúdio Erotica (1992). Foi composta e produzida pela própria em conjunto com Shep Pettibone. A sua gravação ocorreu em 1992, no Sound Works Studio em Nova Iorque. Após fundar a sua própria empresa de entretenimento multimídia e concluir as gravações do filme A League of Their Own, a intérprete deu início às sessões de gravação de Erotica. Para o disco, ela trabalhou principalmente com Pettibone, com o qual havia colaborado anteriormente na produção de remixes de suas faixas. Antes de a artista começar a filmar A League of Their Own em Chicago, o produtor havia desenvolvido uma fita com quatro obras instrumentais para que Madonna ouvisse. A partir destas, eles conceberam quatro canções, dentre as quais estava "Rain", com Madonna se encarregando das letras e Pettibone da música.
"Rain" foi lançada como o quinto single de Erotica em 6 de julho de 1992, através das gravadoras Maverick e Warner Bros., sendo disponibilizada em CD single, fita cassete, maxi single e vinil. Musicalmente, é uma balada pop de andamento moderado estilizada no formato adult contemporary, apresentando influências do trip hop e do new-age e instrumentação que inclui bateria e teclados. Liricamente, a canção compara a chuva ao efeito empoderador do amor, e com a habilidade da água para limpar e afastar a dor. Assim como as outras faixas do disco, o contato sexual também serve como uma possível interpretação da canção. "Rain" foi bem recebida por críticos musicais, que elogiaram sua produção os vocais de Madonna e sua composição suave em comparação com as outras músicas de Erotica, selecionando-a como um destaques do disco.
Em termos comerciais, "Rain" atingiu a vice-liderança no Canadá e as vinte melhores posições na Austrália, na Irlanda, na Itália, na Nova Zelândia, no Reino Unido, na Suécia e na Suíça. Nos Estados Unidos, obteve a 14.ª colocação como melhor na Billboard Hot 100 e a sétima na Pop Songs e na Adult Contemporary. O vídeo musical correspondente foi dirigido por Mark Romanek e estreou em 21 de junho de 1993 na MTV. Colorizado manualmente com tons azuis, retrata Madonna interpretando a canção na frente de diferentes cenários. A produção foi apreciada criticamente por sua inovação e cinematografia, vencendo os troféus de Best Art Direction e Best Cinematography nos MTV Video Music Awards de 1993. Madonna apresentou a faixa na turnê The Girlie Show World Tour (1993), com uma versão remixada sendo usada em um interlúdio da Sticky & Sweet Tour (2008-09). Vários artistas regravaram a obra, incluindo as vocalistas de apoio de Madonna, Niki Haris e Donna De Lory.

## Antecedentes e lançamento

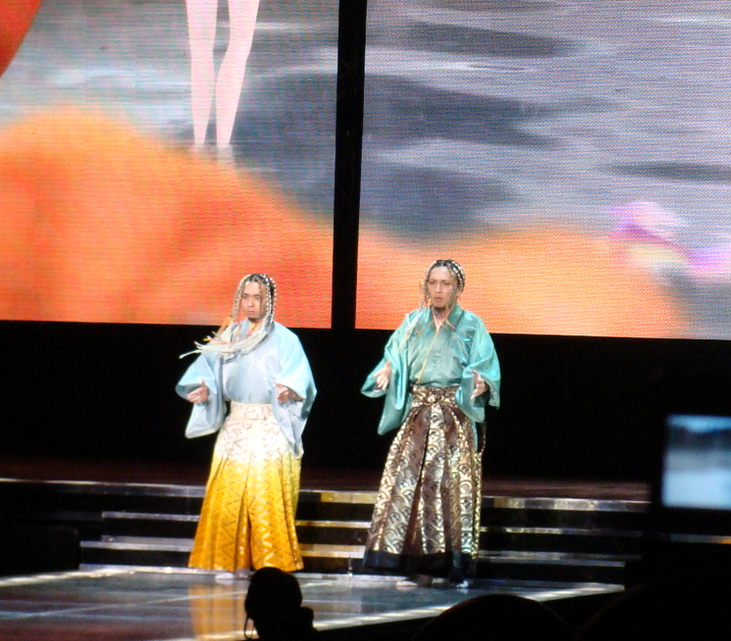
O interlúdio em vídeo de "Rain" durante a Sticky & Sweet Tour (2008-09), apresentando o duo de dança japonês Hamutsun Serve.

Em 1992, Madonna fundou sua própria empresa de entretenimento multimídia, a Maverick, constituída de uma gravadora Maverick Records, uma produtora de cinema (Maverick Films), e publicação de música associada, transmissão televisiva, publicação de livros e divisões de merchandising. Os primeiros projetos da empresa foram o quinto álbum de estúdio da cantora, Erotica, e um livro de fotografias apresentando Madonna, intitulado Sex. Para o álbum, a intérprete trabalhou principalmente com o produtor Shep Pettibone. Pettibone começou a trabalhar com a artista na década de 1980, realizando remixes de várias de suas faixas. Além dele, Madonna selecionou o produtor André Betts, que havia co-produzido "Justify My Love", de seu álbum de grandes sucessos The Immaculate Collection. A musicista disse que se interessou em trabalhar com os produtores devido à habilidade deles de permanecerem conectados ao submundo da dança, comentando: "Eles vieram de extremos opostos do espectro, em termos de estilo musical e abordagem à música, mas ambos estão conectados às ruas e ainda são jovens e famintos".
De acordo com Pettibone, em um artigo intitulado "Erotica Diaries", publicado na revista Icon de Madonna, ele produziu uma fita com quatro músicas, para que a intérprete as ouvissem antes de viajar para Chicago, onde ela estaria filmando A League of Their Own. Ela ouviu as canções e aprovou todas. Após a conclusão das filmagens, eles se encontraram em Nova Iorque, e começaram a trabalhar juntos no álbum em novembro de 1991, dando início às gravações. Inicialmente, a agenda deles estava esporádica. A dupla estava no estúdio por uma semana, e Madonna viria a trabalhar com Steven Meisel nas sessões fotográficas de Sex, por duas semanas. Ocasionalmente, ela também se reunia com Betts. O primeiro conjunto de faixas trabalhada por Madonna e Pettibone foi "Erotica", "Deeper and Deeper", "Rain" e "Theif of Hearts"; ela se responsabilizava pelas letras, e ele trabalhava na música. Segundo o produtor, a cantora preferia estar no controle do processo de composição porque "as músicas dela são as histórias dela. São coisas que ela quer dizer". "Rain" foi inicialmente escrita por Madonna para uma versão musical dirigida por Alek Keshishian baseada no filme Wuthering Heights (1939).
"Rain" foi lançada como o quinto single de Erotica em 6 de julho de 1993. Nos Estados Unidos e no Canadá, serviu como a quarta faixa de trabalho, uma vez que a anterior, "Fever", não foi lançada comercialmente nesses países. O lançamento apresentou uma faixa inédita, "Up Down Suite", que é uma versão dub de 12 minutos de "Goodbye to Innocence", uma canção descartada das gravações do disco. Esta versão do single também inclui um remix feito por Danny Saber da faixa "Waiting", presente no álbum e que apresenta um rap de Everlast. No Reino Unido, sua distribuição incluiu como lado B "Open Your Heart", lançada por Madonna como single de True Blue em 1986, que estava sendo usada em um comercial de carros da Peugeot na época. "Rain" foi posteriormente incluída na coletânea de baladas de Madonna Something to Remember (1995), não estando em presente em qualquer outra compilação desde então.

## Gravação e composição
Composta por Madonna e Shep Pettibone, "Rain" foi gravada entre 1991 e 1992 nos Sound Works Studio, em Nova Iorque, juntamente com "Erotica", "Deeper and Deeper" e "Thief of Hearts". Pettibone também encarregou-se do sequenciamento e da programação da faixa, além de ter tocado teclados. P. Dennis Mitchell e Robin Hancock se responsabilizaram pela engenharia de gravação, Goh Hotoda trabalhou na engenharia de mixagem e Tony Shimkin — que também colaborou em outras faixas do disco — forneceu a programação de bateria.
Com duração de cinco minutos e vinte e quatro segundos (5:24), "Rain" é uma balada pop com influências do trip hop e da música new age. Estilizada no formato adult contemporary, é sonoramente mais "gentil" do que os outros singles de Erotica. De acordo com a bateria publicada no Musicnotes.com pela Alfred Music Publishing, a canção foi composta no tom de mi bemol maior e possui um ritmo moderado de 92 batidas por minuto. Inicia-se com Madonna proferindo "Eu sinto, está vindo", seguida pela progressão harmônica de mi sustenido maior2, lá bemol maior6/9 e si sustenido maior no refrão e de lá bemol, si sustenido e mi sustenido nos versos. Uma corda em dó menor com som obscuro e um chimbau acompanham os vocais de Madonna, que são interpretados em seu registro mais baixo. O arranjo da obra captura elementos turbulentos associados à chuva (como o trovão), facadas orquestrais que invocam raios nítidos e uma ponte ascendente guiada por rosnados de guitarra elétrica. Uma mudança de tom ocorre perto do fim, de si bemol maior para dó maior, seguida por duas partes palavras e uma harmonia acompanhando-as. A coda possui outra melodia a acompanhando, e a canção termina em um refrão grupal sem as harmonias.
Liricamente, Madonna compara a chuva com sentimentos do amor. Assim como a chuva limpa a sujeira, o amor lava as tristezas do passado, deixando uma pessoa e sua parceira focando em seus sentimentos do presente. Rhciard Harrington, do The Washington Post, descreveu "Rain" como "uma balada otimista similar às de Peter Gabriel na qual a água é uma metáfora para o amor ('Limpe minha tristeza, leve minha dor embora'". De acordo com Stephen Sears, do portal Idolator, "os sintetizadores se turbo-comprimem em 2:46 em meio a um middle eight elegante que apresenta Madonnas duelantes recitando linhas de poesia dos canais esquerdos e direitos [toque-a em fones de ouvido]. "Pela pura força de vontade / Eu lhe levantarei do chã", ela diz levemente, "E sem nenhum barulho, você aparecerá e se renderá para mim, para amar". Sal Cinquemani, da Slant Magazine, opinou que em termos líricos as baladas de Erotica estão principalmente conectadas ao sexo, argumentando que alguns possam até mesmo perceber "Rain" como uma metáfora estendida para a ejaculação.

## Análise da crítica
Após o lançamento, "Rain" recebeu um feedback geralmente positivo. Stephen Thomas Erlewine, da AllMusic, chamou "Rain" entre "as melhores e mais realizadas músicas de Madonna". Jose F. Promis, da mesma mídia, creditou a música por ter "aberto o caminho para a Madonna" mais suave "surgir em meados dos anos 90". Arion Berger, da Rolling Stone, descreveu a música como uma "balada ansiosa". Tony Power, do Blender, a escolheu como uma das faixas de destaque do Erotica. Sal Cinquemani, da Slant Magazine, escreveu: "As harmonias raramente reconhecidas de Madonna deslizam sobre as batidas geladas, trovões de percussão e o zumbido no céu da sonora 'Rain'". Richard Labeau, da Medium, considerou 'uma das melhores baladas da carreira de Madonna que nunca teve a atenção ou respeito que merecia (provavelmente porque ele foi lançada em meio a etapa mais controversa de sua carreira)'. Annie Zaleski, do The A.V. Club, afirmou que "Rain" estabeleceu Madonna como "uma deusa sensual da Nova Era". Stephen Holden, do The New York Times, descreveu como "uma canção de amor feliz e de coração aberto". Paul Verna, da  Billboard, chamou a música de "uma adorável balada pop". Em uma crítica separada do single na revista, Larry Flick escreveu:

Um momento lindo e romântico [de Madonna], muito subestimada, Erotica opus. Uma base rima lenta e sedutora, cercada por sintetizadores em cascata e brilhantes, inspira um vocal doce e encantador. Embora não seja tão liricamente ousada quanto a anterior "Bad Girl", esta é uma música maravilhosamente construída e memorável, que merece tanta atenção (e airplay) quanto pode atrair.

Escrevendo para o The Huffington Post, Matthew Jacobs colocou a faixa no número 43 de sua lista "O Ranking Definitivo de Singes de Madonna" e sentiu que a faixa era um desvio dos lançamentos "carnais" anteriores de Erotica; "Não é muito distinto das outras baladas lançadas por Madonna no início dos anos 90, mas há o refrão sensual com o tom edificante 'Aqui vem o sol'". Stephen Sears, do site de música Idolator, chamou a música como "a única expressão de puro amor do álbum", que "revisita a paisagem sonora oceânica de sua épica balada de 1986, "Live To Tell". Charles Aaron, da Spin, escreveu que a música "funciona em um cenário atemporal e doloroso: nossa heroína espera no topo de uma montanha por amor para lavar sua tristeza". Scott Kearnan, do site Boston.com, sentiu que a música é um exemplo de "o que ela não tem na técnica [de cantar] que ela sempre tentou compensar com seriedade". Ele também elogiou o fraseado dela, dizendo que "Madonna canta como se ela acreditasse em todas as palavras".
Matthew Rettenmund, autor da Encyclopedia Madonnica, elogiou os vocais da música, chamando-os de "camadas elegantes ... e um rap vocal inventivo e sobreposto que a torna uma produção de destaque".. Chris Wade, autor de The Music of Madonna, sentiu que "Rain" foi colocado na sequência perfeita de Erotica, para tirar o álbum de sua leve queda discutível em qualidade [com as faixas anteriores 'Waiting' e 'Words']". Rikky Rooksby, autor do The Complete Guide to the Music of Madonna, elogiou o som amigável da música, mas achou que a letra "havia sido usada em inúmeras canções", tornando-as incoerentes. Chris Willman, do Los Angeles Times, criticou a letra da música, dizendo: "Apesar de ter criado alguns dos melhores singles dos anos 80, e apesar de ser uma inteligência genuína, Madonna pode tender a rimas terrivelmente banais". Alfred Soto, de Stylus Magazine, descartou a canção como uma "reescrita lamacenta daquele ano de 'This Used to Be My Playground', 
em si uma reescrita lamacenta de  'Promise to Try' de Like a Prayer". Ao classificar os singles de Madonna em homenagem aos seus 60 anos, Jude Rogers, do The Guardian, colocou a faixa no número 18 e a chamou de "momento mais erógeno de Erotica". Em agosto de 2018, a Billboard o escolheu como o 73º melhor single da cantora, chamando-o de "um dos 20 melhores de R&B perfeitamente coproduzido por Shep Pettibone. Construído com uma das imagens líricas centrais mais temporais da música pop, há uma profundidade de produção e malhas vocais que sugerem o giro de Madonna em um grande congestionamento de Jimmy Jam e Terry Lewis dos finais 80".

## Vídeo musical

Captura de tela do vídeo, apresentando Madonna cercada por paredes de água.

O videoclipe de "Rain" foi filmado pelo diretor Mark Romanek entre 16 e 19 de maio de 1993 em um hangar do aeroporto de Santa Monica em Santa Monica, Califórnia. Outras equipes de produção incluem Krista Montagna como produtor, Harris Savides como diretor de fotografia, Jon Peter Flack como designer de produção, Robert Duffy como editor e David Bradshaw como estilista de roupas. O vídeo mostra Madonna durante uma filmagem, com o compositor japonês Ryuichi Sakamoto interpretando o diretor ao lado de uma equipe de filmagem japonesa. Romanek e Madonna queriam inicialmente Jean-Luc Godard ou Federico Fellinipara interpretar o diretor no vídeo. Romanek comentou: "Eu tive a ideia básica de ambientá-lo em Tóquio e mostrar a equipe de filmagem. Era muito zen, muito despojado. Ela era uma criatura acessível e vulnerável, cercada pela alta tecnologia e pelo mundo". A principal inspiração do diretor veio de assistir a um comercial de Jean-Baptiste Mondino, estrelado pela atriz Catherine Deneuve. Madonna também foi vista reclinada em uma espreguiçadeira de alumínio rebitada conhecida como Lockheed Lounge, projetada pelo então desconhecido Marc Newson.
O vídeo começa com Madonna em um estúdio, deitada em um sofá com fones de ouvido nos ouvidos, compondo uma música, seguindo uma sequência em que ela canta na frente de um microfone, alternando com as instruções recebidas pelo diretor. Ela então aparece na frente de um fundo de luzes brilhantes, representando o céu iluminado pelo sol, e também em uma cena em que ela beija um homem atrás de um copo no qual a água cai. O vídeo termina com uma vista aérea de guarda-chuvas abertos cobrindo todo o piso. Madonna introduziu outra persona completamente nova para o vídeo. Ela usava uma peruca que fornece "uma touca de cabelo preto curto, com franja espetada". Ela também removeu sua marca registrada e recuperou as sobrancelhas, que eram praticamente invisíveis em seus vídeos anteriores. O visual inspirou Paris em 1940, a cantora de cabaré Édith Piaf e os geniais em geral. Rei Kawakubo, da Comme des Garcons, forneceu as roupas pretas minimalistas no vídeo, enquanto as roupas brancas etéreas foram desenhadas por Vivienne Westwood.
O vídeo estreou em 21 de junho de 1993 na MTV e depois ganhou em duas categorias de Melhor Direção de Arte e Melhor Cinematografia no MTV Video Music Awards. Foi o número 70 na lista dos "100 Maiores Vídeos de Música" da Slant Magazine. Sal Cinquemani, da publicação, o chamou de um dos mais belos videoclipes de Madonna e disse: "O clipe encharcado foi uma pausa simples e refrescante do período Erotica, visualmente encharcado de sexo". Ele também apontou que, apesar de sua aparência inocente, "é difícil separar as imagens dos duplos participantes da música".A Houston Press chamou o vídeo de "um dos mais alegres e definitivamente o mais ... roxo de seu trabalho", assim como "um tratado fascinante sobre o ato de criar um videoclipe". Jef Rouner, do Houston Press, chamou o vídeo de "um dos mais alegres e definitivamente o mais ... roxo de seu trabalho", bem como "um tratado fascinante sobre o ato de criar um videoclipe em si"." Bryant Frazer, do Studio Daily, o descreveu como um visual futurista e superexposto, influenciado pelas imagens da moda japonesa. Ele observou que o vídeo "ultrapassava os limites do trabalho de telecine na época". Rettenmund chamou o vídeo de "obra-prima" sobre arte e artifício". Ele observou que, embora Romanek tenha expressado a criação de um vídeo "desprovido de nostalgia", o clipe "Rain" criou um enigma moderno [de Madonna], que ela própria não era estranha à superexposição". Mais tarde, o vídeo foi disponibilizado comercialmente nos álbuns de vídeo de Madonna; The Video Collection 93:99 (1999) e Celebration: The Video Collection (2009).

## Apresentações ao vivo e covers

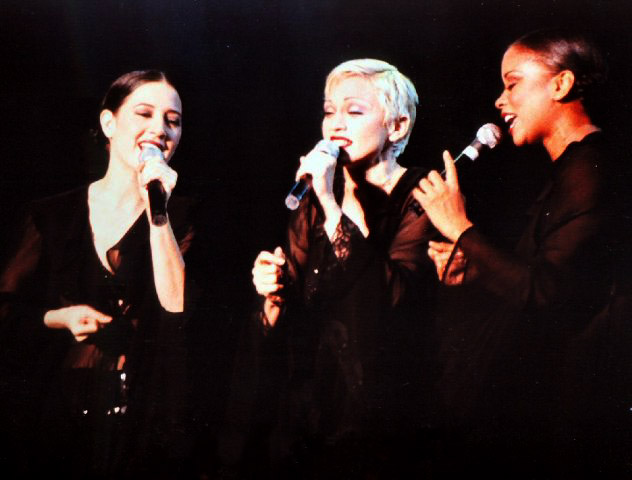
Madonna e suas cantoras de apoio, Niki Haris (à direita) e Donna De Lory (à esquerda), performando "Rain" durante a The Girlie Show World Tour

Madonna tocou a música durante a The Girlie Show World Tour em 1993, acompanhada pelas cantoras Niki Haris e Donna De Lory. Todas as três apareceram no palco vestindo longos mantos pretos transparentes. Haris lembrou no livro de Lucy O'Brien, Madonna: Like a Icon, que foi a primeira vez "que [no palco] nos sentamos juntos e sentimos nossas harmonias. A voz de Madonna estava começando a ficar forte e ela estava tentando coisas novas". Durante a ponte, eles tocaram um fragmento do hit "Just My Imagination (Running Away with Me)" de 1971 do grupo Motown, The Temptations. Em sua resenha do concerto em Nova Iorque, Jon Pareles do The New York Times, sentiu que durante a execução da música era uma reminiscência de "grupos femininos da Motown e James Brown." Depois que a música terminou, um interlúdio, com um pierrot e vários dançarinos vestidos com roupas pretas e segurando guarda-chuvas, começou. Definido como uma versão instrumental da música, o interlúdio apresentava uma coreografia parcialmente inspirada no clássico musical Singin' in the Rain de Kelly Singin. Segundo a autora Michelle Morgan, a próprio Kelly aconselhou Madonna em algumas coreografias. A performance no show de 19 de novembro de 1993 no Sydney Cricket Ground foi gravada e lançada no VHS em 26 de abril de 1994, como  The Girlie Show: Live Down Under.
Quinze anos depois, "Rain" foi usado como interlúdio em vídeo para a Sticky & Sweet Tour de Madonna. A música foi remixada com elementos do hit de 1984 da banda Eurythmics, "Here Comes the Rain Again" e contou com a dupla japonesa de dançarinos Hamutsun Serve. O vídeo mostrava um duende encontrando sombra sob uma pétala durante uma tempestade e testemunhando a transformação de uma lagarta em borboleta. Esta performance foi incluída no CD ao vivo do Sticky & Sweet Tour e no DVD, gravado durante os shows de Madonna em Buenos Aires, Argentina, em dezembro de 2008. Em 2000, a banda britânica de rock gótico Rosetta Stone fez uma versão cover de "Rain" para o álbum de tributo de Madonna, Virgin Voices: A Tribute to Madonna, vol. 2. No ano seguinte, uma cover em hi-NRG/Eurodance de Who's That Girl!' foi lançado pela Almighty Records. Em 2016, as ex-cantoras de fundo de Madonna, Niki Haris e Donna De Lory executaram um cover de "Rain" e o lançaram como um single digital. Seu lançamento consiste na versão acústica e na versão remix de Willie Ray Lewis.

## Lista de faixas e formatos
| - Single de 7" / Cassete single 1. "Rain" (Radio remix) – 4:35 2. "Waiting" (Versão do Álbum) – 5:45 - Single de 12" / Maxi-single canadense 1. "Rain" (Radio remix) – 4:35 2. "Waiting" (Remix) (com Everlast) – 4:41 3. "Up Down Suite" (anteriormente não lançado) – 12:13 4. "Rain" (Versão do Álbum) – 5:24 - Cassette Maxi-single Australiano / Americano / Canadense 1. "Rain" (Radio remix) – 4:33 2. "Rain" (Versão do Álbum) – 5:24 3. "Up Down Suite" (anteriormente não lançado) – 12:13 4. "Waiting" (Remix) (com Everlast) – 4:41 - Single de 12" Britânico / Disco de imagem de 12" / CD single 1. "Rain" (Radio remix) – 4:35 2. "Open Your Heart" (Versão do Álbum) – 4:13 3. "Up Down Suite" (anteriormente não lançado) – 12:13 | - Maxi-single alemão / Maxi-single francês 1. "Rain" (Álbum editado) – 4:17 2. "Rain" (Remix edit) – 4:33 3. "Fever" (Edição um) – 4:03 4. "Fever" (Edição dois) – 4:27 - EP japonês / australiano 1. "Rain" (Radio remix) – 4:35 2. "Waiting" (Remix) (com Everlast) – 4:41 3. "Up Down Suite" (anteriormente não lançado) – 12:13 4. "Rain" (Versão do Álbum) – 5:24 5. "Bad Girl" (Extended mix) – 6:29 6. "Fever" (Extended 12") – 6:08 7. "Fever" (Shep's Remedy Dub) – 4:29 8. "Fever" (Murk Boys Miami Mix) – 7:10 9. "Fever" (Oscar G's Dope Dub) – 4:53 10. "Rain" (Edição de Vídeo) – 4:32 |

## Créditos e equipe
- Madonna – compositor, produtor, vocal
- Shep Pettibone – compositor, produtor, sequenciamento, programação, teclados
- Robin Hancock – engenheiro de gravação
- P. Dennis Mitchell – engenheiro de gravação
- Tony Shimkin – programação de bateria
- Goh Hotoda – engenheiro de mixagem

Créditos adaptados das notas principais do álbum.

## Performance comercial
A canção chegou ao número 14 na Billboard Hot 100 dos E.U.A, ficando um total de 20 semanas na tabela e passou um total de 20 semanas na tabela. Em sua tabela de componentes, a música alcançou o número 11 no Hot 100 Airplay e o número 31 no Hot 100 Single Sales. "Rain" foi um sucesso considerável no Top 40 e nas estações de rádio adulto contemporâneas, alcançando o número sete nas tabelas Mainstream Top 40 e Adult Contemporary. Além disso, o single também alcançou o número 38 no Rhythmic Top 40. A música acabou sendo atribuída à posição número 67 na tabela de final de ano da Billboard Hot 100 em 1993. Em 2013, a Billboard a classificou como o 40º maior hit de Madonna nos Estados Unidos. No Canadá, "Rain" alcançou a posição mais alta nas tabelas, alcançando o número dois na tabela semanal da revista RPM em 18 de setembro de 1993. Também se tornou um hit entre os dez primeiros nas tabelas. Tornou-se o 15º single mais vendido de 1993 no Canadá.
"Rain" também obteve sucesso comercial em vários países fora da América do Norte. Na Austrália, a música estreou no número 21 nas tabelas antes de subir e atingir o número cinco. A música continuou sendo seu single mais longo, permanecendo nas paradas por 20 semanas, até "Hung Up" (2005) permanecer nas paradas por um total de 23 semanas. Foi certificado em ouro pela Australian Recording Industry Association (ARIA) pela comercialização de 35.000 cópias. No Reino Unido, a música também foi um sucesso, chegando ao número sete na UK Singles Chart. Segundo a Official Charts Company, "Rain" vendeu 130.771 cópias no Reino Unido até agosto de 2008. "Rain" também alcançou os dez primeiros na Irlanda, bem como os vinte primeiros na Nova Zelândia, Suécia e Suíça.

### Tabelas semanais
| Tabela musical (1993)               | Melhor posição |
| ----------------------------------- | -------------- |
| Alemanha (GfK Entertainment Charts) | 26             |
| Austrália (ARIA Charts)             | 5              |
| Áustria (Ö3 Austria Top 40)         | 24             |
| Bélgica (Ultratop 50 de Flandres)   | 25             |
| Canadá (RPM Single Chart)           | 2              |
| Estados Unidos (Adult Contemporary) | 7              |
| Estados Unidos (Billboard 100)      | 14             |
| Estados Unidos (Mainstream Top 40)  | 7              |
| Estados Unidos (Rhythmic Songs)     | 38             |
| Europa (European Hot 100 Singles)   | 15             |
| Finlândia (IFPI Finlândia)          | 5              |
| Irlanda (IRMA)                      | 7              |
| Islândia (Íslenski Listinn Topp 40) | 25             |
| Itália (Music & Media)              | 9              |
| Nova Zelândia (Recorded Music NZ)   | 20             |
| Países Baixos (Dutch Top 40)        | 36             |
| Países Baixos (Single Top 100)      | 38             |
| Reino Unido (UK Singles Chart)      | 7              |
| Suécia (Sverigetopplistan)          | 16             |
| Suíça (Schweizer Hitparade)         | 11             |

| Tabela musical (1993)               | Posição |
| ----------------------------------- | ------- |
| Austrália (ARIA)                    | 39      |
| Canadá (RPM)                        | 15      |
| Europa (Eurochart Hot 100)          | 96      |
| Estados Unidos (Billboard Hot 100)  | 67      |
| Estados Unidos (Adult Contemporary) | 38      |
| Países Baixos (Dutch Top 40)        | 311     |
| Reino Unido (UK Singles Chart)      | 88      |

| Região                                         | Certificação | Vendas  |
| ---------------------------------------------- | ------------ | ------- |
| Austrália (ARIA)                               | Ouro         | 35,000^ |
| ^distribuições baseadas apenas na certificação |              |         |